# Gau (île)
Pour les articles homonymes, voir Gau.
Gau (prononcé [ˈŋau]) est une île des Fidji, dans la province de Lomaiviti. D’une superficie de 163,1 km2 et d’un périmètre côtier de 66 kilomètres, elle est la cinquième plus grande île du pays. Le point le plus élevé de Gau se situe à 738 mètres d’altitude.

## Géographie
L'île est de forme allongée et se trouve dans le centre des Fidji, à l'est de Viti Levu, la plus grande île du pays. Elle est entourée par un récif corallien.
De par son endémisme, le Pétrel des Fidji (en fidjien Kacau ni Gau) est considéré en péril. L’île abrite également plusieurs autres espèces d’oiseaux, tels l’Autour des Fidji ou le Ptilope jaune.

## Administration
Gau forme l’un des cinq districts traditionnels (Tikina Cokavata) de la province de Lomaiviti et se subdivise elle-même en trois sous-districts (Tikina Vou). Il y a en tout seize villages :
- le district de Navukailagi Tikina comprend trois villages : Navukailagi, Vione, Qarani ;
- le district de Vanuaso Tikina est composé de cinq villages : Vanuaso, Lekanai, Nacavanadi, Malawai, Lamiti ;
- Sawaleke Tikina en compte huit : Sawaleke, Somosomo, Nawaikama, Nukuloa, Levukaigau, Lovu, Vadravadra, Yadua.

L’île de Gau compte environ 8 000 habitants.